# Ангерран де Бов
Ангерран де Бов — сын Робера I де Бов, участник Четвертого крестового похода.

## Биография
Ангерран де Бов, старший сын Робера I де Бов, вместе с братьями Робером II де Бов и Гуго (Гюг) де Бов приняли крест и отправились вместе с другими пикардийскими рыцарями в Четвёртый крестовый поход. При принятии решения о нападении на Задар в ноябре 1202 г. вместе с Симоном де Монфором и братом Гуго (Гюг) де Бов заключил договор с королём Венгрии Имре и покинул войско крестоносцев. Вскоре Ангерран вместе с Гуго вернулись во Францию.
Упоминается несколько раз в хрониках о завоевании Константинополя Жоффруа де Виллардуэна и Робера де Клари.